# Kyonghung
Kyonghung (Hán Việt: Khánh Hưng) là một huyện của tỉnh Hamgyong Bắc tại Cộng hòa Dân chủ Nhân dân Triều Tiên. Huyện được đổi tên sang Undok vào năm 1977 song đã lấy lại tên cũ trong những năm gần đây. Huyện giáp với Trung Quốc ở đông bắc. Ngoại trờ khu vực tây nam, phần lớn diện tích của huyện là đồi núi thấp, các đồng bằng riêng biệt. Đỉnh cao nhất là Songjinsan (1146 m). Dòng sông chính của huyện là Đồ Môn, cũng là sông biên giới với Trung Quốc. Khu vực dọc theo sông Đồ Môn phát triển nông nghiệp, còn 80% diện tích là đất rừng.
Khai mỏ, đặc biệt là khai thác than là ngành kinh tế chính của Kyonghung, tại đây tìm thấy than non; Kyonghung có mỏ than Aoji. Bên cạnh đó, trồng trọt và chăn nuôi cũng phát triển rộng khắp. Các cây trồng chủ đạo là ngô, lúa gạo, đỗ tương và khoai tây. Nhà máy hóa chất Aoji nằm tại huyện Kyonghung. Tuyến đường sắt Hambuk và Hoeam đi qua huyện.
Năm 2008, dân số toàn huyện Kyonghung là 89.244 người (42.050 nam và 47.194 nữ), trong đó, dân cư đô thị là 66.553 người (74,6%) còn dân cư nông thôn là 22.691 người (25,4%).